# Lista planetelor minore: 259001–260000
Aceasta este lista planetelor minore cu numerele 259001–260000.

## 259001–259100
| Denumire | Denumire provizorie | Data descoperirii | Locul descoperirii | Descoperitor(i) |
| -------- | ------------------- | ----------------- | ------------------ | --------------- |
| 259001 – | 2002 TP92           | 1 octombrie 2002  | Anderson Mesa      | LONEOS          |
| 259002 – | 2002 TM98           | 3 octombrie 2002  | Socorro            | LINEAR          |
| 259007 – | 2002 TV110          | 2 octombrie 2002  | Campo Imperatore   | CINEOS          |
| 259008 – | 2002 TE115          | 3 octombrie 2002  | Palomar            | NEAT            |
| 259022 – | 2002 TF190          | 13 octombrie 2002 | Eskridge           | G. Hug          |
| 259025 – | 2002 TD200          | 8 octombrie 2002  | Bergisch Gladbach  | W. Bickel       |
| 259045 – | 2002 TE308          | 4 octombrie 2002  | Apache Point       | SDSS            |
| 259065 – | 2002 UX21           | 30 octombrie 2002 | Haleakala          | NEAT            |
| 259089 – | 2002 VZ67           | 7 noiembrie 2002  | Kitt Peak          | Spacewatch      |

## 259101–259200
| Denumire | Denumire provizorie | Data descoperirii | Locul descoperirii | Descoperitor(i)   |
| -------- | ------------------- | ----------------- | ------------------ | ----------------- |
| 259110 – | 2002 WT18           | 25 noiembrie 2002 | Lulin Observatory  | Lulin Observatory |
| 259111 – | 2002 WF19           | 24 noiembrie 2002 | Palomar            | S. F. Hönig       |
| 259162 – | 2002 YG6            | 28 decembrie 2002 | Needville          | Needville         |
| 259171 – | 2003 AB             | 1 ianuarie 2003   | Tebbutt            | F. B. Zoltowski   |

## 259201–259300
| Denumire | Denumire provizorie | Data descoperirii | Locul descoperirii | Descoperitor(i) |
| -------- | ------------------- | ----------------- | ------------------ | --------------- |
| 259212 – | 2003 AZ80           | 13 ianuarie 2003  | Desert Moon        | B. L. Stevens   |
| 259268 – | 2003 CL16           | 7 februarie 2003  | Desert Eagle       | W. K. Y. Yeung  |

## 259301–259400
| Denumire    | Denumire provizorie | Data descoperirii | Locul descoperirii | Descoperitor(i)    |
| ----------- | ------------------- | ----------------- | ------------------ | ------------------ |
| 259308 –    | 2003 FY1            | 23 martie 2003    | Kleť               | J. Tichá, M. Tichý |
| 259344 Paré | 2003 GQ             | 2 aprilie 2003    | Saint-Sulpice      | B. Christophe      |
| 259381 –    | 2003 HL53           | 30 aprilie 2003   | Goodricke-Pigott   | J. W. Kessel       |
| 259387 –    | 2003 KT13           | 25 mai 2003       | Sierra Nevada      | A. Sota            |
| 259390 –    | 2003 NG7            | 7 iulie 2003      | Reedy Creek        | J. Broughton       |

## 259401–259500
| Denumire | Denumire provizorie | Data descoperirii | Locul descoperirii | Descoperitor(i) |
| -------- | ------------------- | ----------------- | ------------------ | --------------- |
| 259405 – | 2003 QQ46           | 24 august 2003    | Črni Vrh           | Črni Vrh        |
| 259414 – | 2003 QW73           | 26 august 2003    | Črni Vrh           | H. Mikuž        |

## 259501–259600
| Denumire | Denumire provizorie | Data descoperirii | Locul descoperirii | Descoperitor(i) |
| -------- | ------------------- | ----------------- | ------------------ | --------------- |
| 259524 – | 2003 UQ29           | 21 octombrie 2003 | Fountain Hills     | Fountain Hills  |

## 259601–259700
| Denumire | Denumire provizorie | Data descoperirii | Locul descoperirii | Descoperitor(i) |
| -------- | ------------------- | ----------------- | ------------------ | --------------- |
| 259608 – | 2003 UW289          | 23 octombrie 2003 | Kitt Peak          | M. W. Buie      |
| 259615 – | 2003 VZ2            | 14 noiembrie 2003 | Wrightwood         | J. W. Young     |
| 259618 – | 2003 VA8            | 15 noiembrie 2003 | Junk Bond          | D. Healy        |

## 259901–260000
| Denumire       | Denumire provizorie | Data descoperirii | Locul descoperirii | Descoperitor(i) |
| -------------- | ------------------- | ----------------- | ------------------ | --------------- |
| 259901 –       | 2004 EL             | 11 martie 2004    | Emerald Lane       | L. Ball         |
| 259905 Vougeot | 2004 EO9            | 14 martie 2004    | Vicques            | M. Ory          |
| 260000         | 2004 FB112          | 26 martie 2004    | Kitt Peak          | Spacewatch      |